# フジタ礼拝堂
平和の聖母礼拝堂 (へいわのせいぼれいはいどう、仏：La Chapelle Notre-Dame-de-la-Paix; 通称「フジタ礼拝堂 (フジタれいはいどう、Chapelle Foujita)」) は、日本人画家の藤田嗣治 (レオナール・フジタ; 1886-1968) がG.H.マムの社長で代父でもある友人ルネ・ラルー (1877-1973)とともに、マルヌ県（シャンパーニュ＝アルデンヌ地域）ランスのG.H.マム社の敷地内に建てたロマネスク様式の礼拝堂である。壁画（フレスコ画）、ステンドグラスなどを含み、藤田がすべて設計した。フジタ礼拝堂には、藤田と君代夫人の遺骨が埋葬されている。

## 概要・歴史
エコール・ド・パリの画家として知られる藤田嗣治は、1955年にフランス国籍を取得した。
1959年6月18日、藤田はG.H.マムの社長で友人のルネ・ラルー (1877-1973)とともにランスのサン=レミ聖堂を訪れた。中世初期のキリスト教の聖職者でランス司教であった聖レミギウス（サン=レミ）はフランク王クローヴィス1世のカトリック改宗のための洗礼を施した聖人であり、フランスの守護聖人である。藤田は聖レミギウスの墓の近くの聖母マリアにろうそくを捧げ、キリスト教徒になる決意をした。聖職者らは藤田に離婚歴があり、波乱万丈の人生を送ったにもかかわらず、彼の希望を受け入れた。
1959年10月14日、藤田は君代夫人とともにランスのノートルダム大聖堂でカトリックの洗礼を受けた。藤田は、イタリアのルネサンス期を代表する芸術家レオナルド・ダ・ヴィンチへのオマージュとして「レオナール (Léonard)」という洗礼名を選んだ。君代夫人の洗礼名は「マリー＝アンジュ (Marie-Ange)」である。洗礼式はメディアで大々的に報じられた（動画：藤田の洗礼式とインタビュー[フランス語]）。藤田はこれを記念して聖母子像を描き、ランス司教に捧げ、さらにランス美術館に寄贈した（なお、ランス美術館には藤田の特別室（260 m²）があり、1999年に君代夫人から寄贈された1958-59年の『メカニカル・エージ』や主に子供を題材にして1965-67年に制作されたガラスのペイントや陶器などの藤田の珍しい作品が展示されている）。
藤田はさらに、ランス市へのオマージュとして礼拝堂を建てることにした。友人のルネ・ラルーはこのためにG.H.マム社の敷地と資金を提供した。藤田は早速この人生最後の大仕事に取りかかり、完成したときには80歳だった。
礼拝堂は「平和の聖母礼拝堂」と命名され、1966年10月1日に奉献され、10月18日にランス市に引き渡された。
正式名称は「平和の聖母礼拝堂」だが、通常、「フジタ礼拝堂」と呼ばれている。
藤田は礼拝堂の設計だけでなく、壁画、ステンドグラス、金属装飾・彫刻、庭などのすべてを設計し、建築家はモーリス・クロジエ、ステンドグラスはシャルル・マルク、金属装飾と彫刻はマクシム・シケ (Maxime Chiquet) とアンドレ兄弟 (Frères André) が製作した。
藤田の壁画はフレスコ画で、キリストの生涯が描かれているが、同時にまた、藤田自身にとってのキリスト教を描いたものとなっており、さらに、デューラー、ダ・ヴィンチ、ミケランジェロ、ラファエロと思われる人物や君代夫人、ルネ・ラルーなども描かれている。
藤田（レオナール）は1968年に死去し、フジタ礼拝堂に埋葬された。2009年に死去した君代夫人（マリー＝アンジュ）の遺骨も彼女の遺言によりこの礼拝堂に埋葬されている。
1992年6月8日、フジタ礼拝堂は歴史的記念物に指定された。

## 参考資料
- DOSSIER DE PRESSE – mars 2010, Foujita Monumental ! Enfer et Paradis：2010年4月4日から6月28日までランス美術館で藤田嗣治回顧展が開催された際に、フジタ財団が作成した資料。藤田嗣治の生涯を特にランス市に焦点を当てて紹介。
- Le baptême de Foujita：(動画) 藤田嗣治・君代夫人の洗礼式および藤田のインタビュー（フランス国立視聴覚研究所提供）
- Monuments historiques, Chapelle Notre-Dame-de-la-Paix：平和の聖母礼拝堂の歴史的記念物登録に関する情報（フランス文部省）
- La chapelle Foujita：ランス市の美術館・博物館の紹介（フレスコ画などの写真）